# ITA National Clay Court Championships
Die ITA National Clay Court Championships waren ein Sandplatzturnier im Bereich des College Tennis, das von 1986 bis 2000 14-mal ausgetragen wurde. Es war Teil des ITA Grand Slams, der nach dem Vorbild der Grand-Slam-Turniere aus vier Turnieren auf drei verschiedenen Belägen bestand. Zur Saison 2001/02 wurde es aus dem Turnierkalender der ITA gestrichen.
Ausgetragen wurden zunächst nur ein Herren- und ein Dameneinzel. Im Jahr 1992 fanden erstmals auch Doppelkonkurrenzen statt. In den Tagen vor Turnierstart fand jeweils ein Qualifikationsturnier statt.

## Siegerliste

### Herreneinzel
| Jahr | Sieger             | Finalgegner       | Ergebnis          |
| ---- | ------------------ | ----------------- | ----------------- |
| 1986 | Edwin Wu           |                   |                   |
| 1987 | nicht ausgetragen  | nicht ausgetragen | nicht ausgetragen |
| 1988 | Johan Kjellsten    |                   |                   |
| 1989 | José-Luis Noriega  |                   |                   |
| 1990 | Patricio Arnold    |                   |                   |
| 1991 | Mohamed Ridaoui    |                   |                   |
| 1992 | Daniel Courcol     |                   |                   |
| 1993 | Laurent Orsini     |                   |                   |
| 1994 | Srđan Muškatirović |                   |                   |
| 1995 | Paul Robinson      | Fredrik Giers     | 6:2, 6:3          |
| 1996 | Thomas Dupré       | Matthieu Ballay   | 6:4, 6:2          |
| 1997 | Pavel Kudrnáč      | Cédric Kauffmann  | 6:1, 6:1          |
| 1998 | Esteban Carril     | Hisham Hemeda     | 6:2, 6:0          |
| 1999 | Daniel Andersson   | Frank Moser       | 6:2, 6:2          |
| 2000 | Oskar Johansson    | Brian Vahaly      | 5:7, 7:5, 6:2     |

### Herrendoppel
| Jahr | Sieger                             | Finalgegner                     | Ergebnis      |
| ---- | ---------------------------------- | ------------------------------- | ------------- |
| 1992 | Anders Eriksson Trey Phillips      |                                 |               |
| 1993 | Paul Rosner Vaughan Snyman         |                                 |               |
| 1994 | Paul Robinson (1) David Roditi (1) |                                 |               |
| 1995 | Paul Robinson (2) David Roditi (2) | Philip Cooper Simon Evelyn      |               |
| 1996 | Tom Hamilton Tim Crichton          | John James Claes Westlin        | 6:3, 6:3      |
| 1997 | Steven Baldas John Roddick         | Tom Hamilton Tim Crichton       | 6:4, 3:6, 6:1 |
| 1998 | Gregor Skorin Nenad Živković       | Myles Clouston Raúl Muñoz       | 6:1, 6:4      |
| 1999 | Stephen Huss Tiago Ruffoni         |                                 |               |
| 2000 | Florian Marquardt Frank Moser      | Huntley Montgomery Brian Vahaly | 7:5, 5:7, 6:3 |

### Dameneinzel
| Jahr | Sieger                | Finalgegner       | Ergebnis          |
| ---- | --------------------- | ----------------- | ----------------- |
| 1986 | Shaun Stafford        |                   |                   |
| 1987 | nicht ausgetragen     | nicht ausgetragen | nicht ausgetragen |
| 1988 | Shawn Foltz           |                   |                   |
| 1989 | Andrea Farley         |                   |                   |
| 1990 | Julie Exum (1)        |                   |                   |
| 1991 | Lisa Raymond          |                   |                   |
| 1992 | Julie Exum (2)        |                   |                   |
| 1993 | Marie-Laure Bougnol   |                   |                   |
| 1994 | Nora Koves            |                   |                   |
| 1995 | Tzipora Obziler       |                   |                   |
| 1996 | Lauren Nikolaus       | Kati Kocsis       | 6:4, 6:3          |
| 1997 | Mirela Vladulescu     |                   |                   |
| 1998 | Zuzana Lešenarová (1) | Mirela Vladulescu | 6:0, 6:1          |
| 1999 | Zuzana Lešenarová (2) | Katarina Valkova  | 6:3, 6:1          |
| 2000 | Bea Bielik            | Michelle Dasso    | 6:1, 6:3          |

### Damendoppel
| Jahr | Sieger                                                         | Finalgegner                                                    | Ergebnis                                                       |
| ---- | -------------------------------------------------------------- | -------------------------------------------------------------- | -------------------------------------------------------------- |
| 1992 | Cinda Gurney Alisha Portnoy                                    |                                                                |                                                                |
| 1993 | Monica Mraz Christine Neuman                                   |                                                                |                                                                |
| 1994 | Tina Samara Stacey Sheppard                                    |                                                                |                                                                |
| 1995 | Jennifer Atkerson Kylie Hunt                                   |                                                                |                                                                |
| 1996 | Laura Olave Suzana Rodrigues                                   | Kylie Hunt Christine Sim                                       | 7:5, 3:6, 6:4                                                  |
| 1997 | Wegen Regens konnte das Turnier nicht zu Ende gespielt werden. | Wegen Regens konnte das Turnier nicht zu Ende gespielt werden. | Wegen Regens konnte das Turnier nicht zu Ende gespielt werden. |
| 1998 | Vanessa Castellano Marissa Catlin                              | Celeste Frey Mariana Eberle                                    | 6:0, 6:2                                                       |
| 1999 | Martina Ondrejkova Iva Puflerova                               | Zuzana Lešenarová Katarina Valkova                             | 6:1, 6:0                                                       |
| 2000 | Janet Bergman Bea Bielik                                       | Paola Palencia İpek Şenoğlu                                    | 1:6, 7:5, 6:2                                                  |